# Coppa del Mondo di bob 2020
La Coppa del Mondo di bob 2020 è stata la trentaseiesima edizione del massimo circuito mondiale del bob, competizione organizzata annualmente dalla Federazione Internazionale di Bob e Skeleton; è iniziata il 7 dicembre 2019 a Lake Placid, negli Stati Uniti, e si è conclusa il 16 febbraio 2020 a Sigulda, in Lettonia, svolgendosi come di consueto in parallelo alla Coppa del Mondo di skeleton. Erano in programma ventiquattro gare: sedici per gli uomini e otto per le donne, tutte disputatesi regolarmente.
La tappa inaugurale di Park City, in programma il 29 e il 30 novembre 2019, venne cancellata nei primi giorni di novembre (un mese prima dall'inizio previsto per la competizione) a causa di problemi legati all'impianto di refrigerazione della pista e venne spostata a Lake Placid, località che quindi ospiterà due appuntamenti consecutivi del calendario mondiale 2019-2020.
Al termine della stagione si tennero i campionati mondiali di Altenberg, in Germania, competizione non valida ai fini della coppa del mondo. La tappa di Winterberg ha assegneto inoltre il titolo europeo 2020 nel bob a quattro uomini mentre quella conclusiva di Sigulda sarà valida anche per l'alloro continentale nel bob a due donne e uomini.
Vincitori delle coppe di cristallo generali, trofei conferiti ai primi classificati nel circuito, sono stati la tedesca Stephanie Schneider nel bob a due femminile, al suo primo successo nel massimo circuito mondiale e già seconda nel 2018/19, la quale ha preceduto in classifica la connazionale Mariama Jamanka, detentrice del trofeo 2018/19, e la canadese Christine de Bruin, per la prima volta tra le prime tre classificate; ad aggiudicarsi la coppa in entrambe le discipline maschili (bob a due e bob a quattro) nonché nella combinata, è stato nuovamente il tedesco Francesco Friedrich, già trionfatore di tutti e tre i trofei 2018/19, il quale portò così a otto il numero di sfere di cristallo totali vinte in carriera; nel bob a due Friedrich precedette il lettone Oskars Ķibermanis, già secondo nel 2018/19, e il canadese Justin Kripps, vincitore nell'edizione del 2017/18; nella disciplina a quattro sopravanzò invece il connazionale Johannes Lochner, trionfatore nel 2017/18, e Justin Kripps, per la prima volta tra i primi tre nel bob a quattro. Grazie ai trionfi in entrambe le specialità, Friedrich si aggiudicò anche il trofeo della combinata maschile, davanti a Kripps (vincitore nel 2017/18) e Ķibermanis.

## Calendario
| Località             | Data                      | Donne            | Uomini           | Uomini           |
| Località             | Data                      | Bob a due        | Bob a due        | Bob a quattro    |
| -------------------- | ------------------------- | ---------------- | ---------------- | ---------------- |
| Park City            | 29–30 novembre 2019       | tappa cancellata | tappa cancellata | tappa cancellata |
| Lake Placid          | 7–8 dicembre 2019         | ●                | ●●               |                  |
| Lake Placid          | 14–15 dicembre 2019       | ●                |                  | ●●               |
| Winterberg           | 3-4 gennaio 2020          | ●                |                  | ●●               |
| La Plagne            | 11–12 gennaio 2020        | ●                | ●                | ●                |
| Innsbruck            | 18–19 gennaio 2020        | ●                | ●                | ●                |
| Schönau am Königssee | 25–26 gennaio 2020        | ●                | ●                | ●                |
| Sankt Moritz         | 1º–2 febbraio 2019        | ●                | ●                | ●                |
| Sigulda              | 14–16 febbraio 2020       | ●                | ●●               |                  |
| Altenberg            | 21 febbraio–1º Marzo 2020 | Mondiali         | Mondiali         | Mondiali         |
| Totale               | Totale                    | 8                | 8                | 8                |

|  | Tappa valida anche per il campionato europeo |

## Risultati

### Donne
| Data             | Località             | Specialità | Prime classificate                            | Seconde classificate                        | Terze classificate                               |
| ---------------- | -------------------- | ---------- | --------------------------------------------- | ------------------------------------------- | ------------------------------------------------ |
| 7 dicembre 2019  | Lake Placid          | A due      | Kaillie Humphries Lauren Gibbs Stati Uniti    | Stephanie Schneider Lisette Thöne Germania  | Kim Kalicki Vanessa Mark Germania                |
| 14 dicembre 2019 | Lake Placid          | A due      | Kaillie Humphries Lauren Gibbs Stati Uniti    | Kim Kalicki Erline Nolte Germania           | Christine de Bruin Kristen Bujnowski Canada      |
| 4 gennaio 2020   | Winterberg           | A due      | Stephanie Schneider Kira Lipperheide Germania | Mariama Jamanka Annika Drazek Germania      | Laura Nolte Deborah Levi Germania                |
| 11 gennaio 2020  | La Plagne            | A due      | Laura Nolte Deborah Levi Germania             | Christine de Bruin Kristen Bujnowski Canada | Stephanie Schneider Leonie Fiebig Germania       |
| 18 gennaio 2020  | Innsbruck            | A due      | Mariama Jamanka Annika Drazek Germania        | Laura Nolte Erline Nolte Germania           | Kaillie Humphries Sylvia Hoffman Stati Uniti     |
| 25 gennaio 2020  | Schönau am Königssee | A due      | Kaillie Humphries Sylvia Hoffman Stati Uniti  | Laura Nolte Erline Nolte Germania           | Stephanie Schneider Ann-Christin Strack Germania |
| 1º febbraio 2020 | Sankt Moritz         | A due      | Kaillie Humphries Lauren Gibbs Stati Uniti    | Mariama Jamanka Kira Lipperheide Germania   | Stephanie Schneider Leonie Fiebig Germania       |
| 14 febbraio 2020 | Sigulda              | A due      | Nadežda Sergeeva Elena Mamedova Russia        | Andreea Grecu Ioana Gheorghe Romania        | Stephanie Schneider Lisette Thöne Germania       |

### Uomini
| Data             | Località             | Specialità | Primi classificati                                                                           | Secondi classificati                                                        | Terzi classificati                                                         |
| ---------------- | -------------------- | ---------- | -------------------------------------------------------------------------------------------- | --------------------------------------------------------------------------- | -------------------------------------------------------------------------- |
| 7 dicembre 2019  | Lake Placid          | A due      | Johannes Lochner Florian Bauer Germania                                                      | Francesco Friedrich Thorsten Margis Germania                                | Justin Kripps Benjamin Coakwell Canada                                     |
| 8 dicembre 2019  | Lake Placid          | A due      | Francesco Friedrich Alexander Schüller Germania                                              | Johannes Lochner Christian Rasp Germania                                    | Justin Kripps Cameron Stones Canada                                        |
| 14 dicembre 2019 | Lake Placid          | A quattro  | Justin Kripps Ryan Sommer Cameron Stones Benjamin Coakwell Canada                            | Oskars Ķibermanis Lauris Kaufmanis Arvis Vilkaste Matīss Miknis Lettonia    | Benjamin Maier Marco Rangl Markus Sammer Dănuț Ion Moldovan Austria        |
| 15 dicembre 2019 | Lake Placid          | A quattro  | Justin Kripps Ryan Sommer Cameron Stones Benjamin Coakwell Canada                            | Johannes Lochner Florian Bauer Christopher Weber Christian Rasp Germania    | Francesco Friedrich Candy Bauer Martin Grothkopp Thorsten Margis Germania  |
| 3 gennaio 2020   | Winterberg           | A quattro  | Francesco Friedrich Candy Bauer Martin Grothkopp Alexander Schüller Thorsten Margis Germania | Nico Walther Paul Krenz Joshua Bluhm Eric Franke Germania                   | Oskars Ķibermanis Lauris Kaufmanis Arvis Vilkaste Matīss Miknis Lettonia   |
| 4 gennaio 2020   | Winterberg           | A quattro  | Johannes Lochner Florian Bauer Christopher Weber Christian Rasp Germania                     | Francesco Friedrich Candy Bauer Alexander Schüller Thorsten Margis Germania | Nico Walther Paul Krenz Kevin Korona Eric Franke Germania                  |
| 11 gennaio 2020  | La Plagne            | A due      | Francesco Friedrich Alexander Schüller Germania                                              | Oskars Ķibermanis Matīss Miknis Lettonia                                    | Michael Vogt Sandro Michel Svizzera                                        |
| 12 gennaio 2020  | La Plagne            | A quattro  | Francesco Friedrich Candy Bauer Alexander Schüller Thorsten Margis Germania                  | Johannes Lochner Florian Bauer Christopher Weber Christian Rasp Germania    | Oskars Ķibermanis Lauris Kaufmanis Arvis Vilkaste Matīss Miknis Lettonia   |
| 18 gennaio 2020  | Innsbruck            | A due      | Francesco Friedrich Thorsten Margis Germania                                                 | Brad Hall Greg Cackett Regno Unito                                          | Richard Oelsner Tobias Schneider Germania                                  |
| 19 gennaio 2020  | Innsbruck            | A quattro  | Francesco Friedrich Candy Bauer Martin Grothkopp Alexander Schüller Germania                 | Johannes Lochner Florian Bauer Christopher Weber Christian Rasp Germania    | Hunter Church Joshua Williamson James Reed Kristopher Horn Stati Uniti     |
| 25 gennaio 2020  | Schönau am Königssee | A due      | Francesco Friedrich Thorsten Margis Germania                                                 | Justin Kripps Cameron Stones Canada                                         | Nico Walther Malte Schwenzfeier Germania                                   |
| 26 gennaio 2020  | Schönau am Königssee | A quattro  | Francesco Friedrich Candy Bauer Martin Grothkopp Alexander Schüller Germania                 | Johannes Lochner Benedikt Hertel Christopher Weber Florian Bauer Germania   | Justin Kripps Ryan Sommer Benjamin Coakwell Cameron Stones Canada          |
| 1º febbraio 2020 | Sankt Moritz         | A due      | Johannes Lochner Christopher Weber Germania                                                  | Francesco Friedrich Alexander Schüller Germania                             | Oskars Ķibermanis Matīss Miknis Lettonia                                   |
| 2 febbraio 2020  | Sankt Moritz         | A quattro  | Justin Kripps Ryan Sommer Cameron Stones Benjamin Coakwell Canada                            | Oskars Ķibermanis Lauris Kaufmanis Arvis Vilkaste Matīss Miknis Lettonia    | Johannes Lochner Florian Bauer Christopher Weber Tobias Schneider Germania |
| 15 febbraio 2020 | Sigulda              | A due      | Oskars Ķibermanis Matīss Miknis Lettonia                                                     | Francesco Friedrich Martin Grothkopp Germania                               | Justin Kripps Benjamin Coakwell Canada                                     |
| 16 febbraio 2020 | Sigulda              | A due      | Oskars Ķibermanis Matīss Miknis Lettonia                                                     | Simon Friedli Gregory Jones Svizzera                                        | Justin Kripps Samuel Giguère Canada                                        |

## Classifiche

### Bob a due donne
| Pos. | Nome pilota         | Nazione     | LAK-1 | LAK-2 | WIN | LAP | INN | KÖN | STM | SIG | Punti |
| ---- | ------------------- | ----------- | ----- | ----- | --- | --- | --- | --- | --- | --- | ----- |
| 1    | Stephanie Schneider | Germania    | 2     | 4     | 1   | 3   | 5   | 3   | 3   | 3   | 1611  |
| 2    | Mariama Jamanka     | Germania    | 4     | 5     | 2   | 5   | 1   | 6   | 2   | 4   | 1573  |
| 3    | Christine de Bruin  | Canada      | 5     | 3     | 7   | 2   | 4   | 4   | 5   | 5   | 1514  |
| 4    | Kaillie Humphries   | Stati Uniti | 1     | 1     | 4   | 4   | 3   | 1   | 1   | -   | 1484  |
| 5    | Nadežda Sergeeva    | Russia      | 8     | 7     | 5   | 11  | 6   | 8   | 10  | 1   | 1353  |
| 6    | Katrin Beierl       | Austria     | 12    | 12    | 8   | 9   | 7   | 5   | 7   | 6   | 1264  |
| 7    | Martina Fontanive   | Svizzera    | 6     | 6     | 10  | 10  | 14  | 9   | 4   | 9   | 1248  |
| 8    | Laura Nolte         | Germania    | -     | -     | 3   | 1   | 2   | 2   | 6   | -   | 1021  |
| 9    | Ljubov' Černych     | Russia      | 9     | 10    | 11  | 12  | 12  | 14  | -   | 8   | 960   |
| 10   | An Vannieuwenhuyse  | Belgio      | -     | -     | 9   | 7   | DNS | 7   | 11  | 10  | 768   |

### Bob a due uomini
| Pos. | Nome pilota         | Nazione       | LAK-1 | LAK-2 | LAP | INN | KÖN | STM | SIG-1 | SIG-2 | Punti |
| ---- | ------------------- | ------------- | ----- | ----- | --- | --- | --- | --- | ----- | ----- | ----- |
| 1    | Francesco Friedrich | Germania      | 2     | 1     | 1   | 1   | 1   | 2   | 2     | -     | 1530  |
| 2    | Oskars Ķibermanis   | Lettonia      | 4     | 4     | 2   | 23  | 5   | 3   | 1     | 1     | 1478  |
| 3    | Justin Kripps       | Canada        | 3     | 3     | 10  | 12  | 2   | 5   | 3     | 3     | 1466  |
| 4    | Michael Vogt        | Svizzera      | 7     | 11    | 3   | 5   | 6   | 18  | 9     | 13    | 1216  |
| 5    | Romain Heinrich     | Francia       | 9     | 12    | 9   | 6   | 12  | 9   | 15    | 6     | 1168  |
| 6    | Won Yun-jong        | Corea del Sud | 8     | 6     | 13  | 7   | 10  | 17  | 17    | 9     | 1096  |
| 7    | Aleksej Stul'nev    | Russia        | 16    | 15    | 14  | 8   | 14  | 4   | 8     | 9     | 1088  |
| 8    | Brad Hall           | Regno Unito   | -     | -     | 4   | 2   | 6   | 8   | 5     | 12    | 1050  |
| 9    | Dominik Dvořák      | Rep. Ceca     | 13    | 16    | 6   | 9   | 10  | 15  | 7     | DSQ   | 960   |
| 10   | Hunter Church       | Stati Uniti   | 5     | 5     | 12  | 10  | 17  | 12  | -     | -     | 856   |

### Bob a quattro uomini
| Pos. | Nome pilota         | Nazione       | LAK-1 | LAK-2 | WIN-1 | WIN-2 | LAP | INN | KÖN | STM | Punti |
| ---- | ------------------- | ------------- | ----- | ----- | ----- | ----- | --- | --- | --- | --- | ----- |
| 1    | Francesco Friedrich | Germania      | 4     | 3     | 1     | 2     | 1   | 1   | 1   | 5   | 1686  |
| 2    | Johannes Lochner    | Germania      | 4     | 2     | 4     | 1     | 2   | 2   | 2   | 3   | 1649  |
| 3    | Justin Kripps       | Canada        | 1     | 1     | 5     | 6     | 5   | 5   | 3   | 1   | 1603  |
| 4    | Oskars Ķibermanis   | Lettonia      | 2     | 4     | 3     | 5     | 3   | 11  | 4   | 2   | 1524  |
| 5    | Hunter Church       | Stati Uniti   | 11    | 5     | 8     | 8     | 6   | 3   | 6   | 8   | 1352  |
| 6    | Aleksej Stul'nev    | Russia        | 10    | 6     | 6     | 4     | 7   | 6   | 5   | 12  | 1344  |
| 7    | Dominik Dvořák      | Rep. Ceca     | 12    | 10    | 7     | 7     | 10  | 7   | 9   | 10  | 1216  |
| 8    | Nico Walther        | Germania      | -     | -     | 2     | 3     | 4   | 4   | 8   | 4   | 1146  |
| 9    | Michael Vogt        | Svizzera      | 7     | 9     | 20    | 11    | 9   | 9   | 11  | 10  | 1108  |
| 10   | Won Yun-jong        | Corea del Sud | 15    | 12    | 14    | 12    | 12  | 7   | 18  | 13  | 968   |

### Combinata maschile
| Pos. | Nome pilota         | Nazione       | Punti |
| ---- | ------------------- | ------------- | ----- |
| 1    | Francesco Friedrich | Germania      | 3216  |
| 2    | Justin Kripps       | Canada        | 3069  |
| 3    | Oskars Ķibermanis   | Lettonia      | 3002  |
| 4    | Aleksej Stul'nev    | Russia        | 2432  |
| 5    | Michael Vogt        | Svizzera      | 2324  |
| 6    | Johannes Lochner    | Germania      | 2309  |
| 7    | Hunter Church       | Stati Uniti   | 2208  |
| 8    | Dominik Dvořák      | Rep. Ceca     | 2176  |
| 9    | Won Yun-jong        | Corea del Sud | 2064  |
| 10   | Romain Heinrich     | Francia       | 1954  |